# Bulbophyllum ovalifolium
Bulbophyllum ovalifolium là một loài phong lan thuộc chi Bulbophyllum.